# Nederlands Hervormde kerk (Dinther)
De Nederlands Hervormde kerk van Dinther is een protestants kerk in de Nederlandse plaats Dinther. De kerk is in 1843 gebouwd. 

## Geschiedenis
De protestanten van Dinther en omgeving, waar ook Kaathoven en Nistelrode toe behoorden, kerkten in de voormalig rooms-katholieke Sint-Servatiuskerk. Deze kerk werd in 1806 teruggegeven aan de oorspronkelijke gebruikers. De protestanten waren tot 1821 aangewezen het nabijgelegen Sint-Willibrorduskerk te Heeswijk. Per koninklijk besluit uit 1809 werd echter ook deze kerk teruggegeven aan de katholieken. Op de plek van de voormalige katholieke schuurkerk in Heeswijk bouwden de protestanten een nieuw kerk. Deze werd gebruikt tot tweede kerstdag 1859. In 1843 was begonnen met de bouw van een tweede kerk, de huidige Nederlands Hervormde Kerk. Het is een zaalkerk zonder toren maar met een dakruiter. In de kerk is ter begeleiding van de gemeentezang een harmonium aanwezig. 
De kerk en de pastorie uit 1789 zijn in 1973 aangewezen als rijksmonument.